# Григорий Мислянос
Григорий (на гръцки: Γρηγόριος, Григориос) е гръцки духовник, митрополит на Вселенската патриаршия.

## Биография
Роден е в Янина. Замонашва се в Мислянския манастир във Влашко и затова получава прозвището Мисля̀нос (Μισλιάνος). На 23 април 1865 година е изпратен в Солун като патриаршески екзарх за манастира „Света Анастасия Узорешителница“. На 15 август 1865 година става велик архимандрит при Патриаршията.
На 16 декември 1867 година е избран за касандрийски митрополит срещу епископ Мелетий Лаодокийски и архимандрит Игнатий, наместник на енорията „Успение Богородично“ в Бешикташ. На 20 кекември 1867 година в патриаршеската катедрала „Свети Георги“ в Цариград е ръкоположен за касандрийски митрополит от митрополит Никодим Кизически в съслужение с митрополитите Агатангел Драмски, Паисий Видински, Хрисант Ганоски и Хорски, Никодим Воденски, Неофит Корчански и епископ Неофит Елевтеруполски. На 25 ноември 1870 година мести седалището на епархията от Валта в Полигирос.
На 17 април 1873 година е преместен за митрополит на Ганос и Хора. Умира през юли 1873 година, три месеца след преместването му. Погребан е в манастира „Свети Георги Ксенитски“ край Хора.